# Apamea lineosa
Apamea lineosa är en fjärilsart som beskrevs av Smith 1910. Apamea lineosa ingår i släktet Apamea och familjen nattflyn. Inga underarter finns listade i Catalogue of Life.